# Joe Thornton

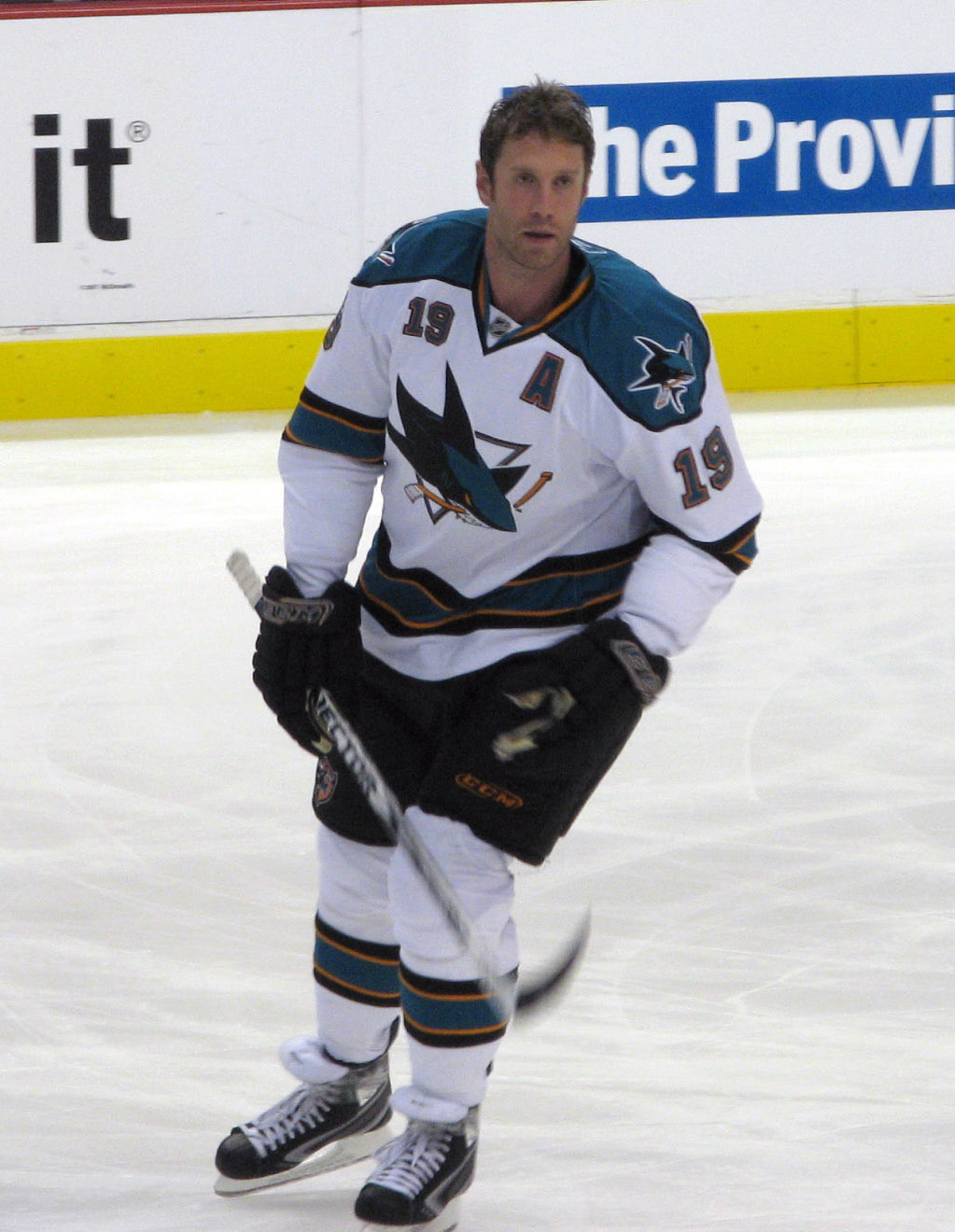
Joe Thornton

Joseph Eric Thornton (London, 2 juli 1979), ook bekend als Jumbo Joe, is een Canadese professionele ijshockeyspeler. In 2021 speelt hij bij de Washington Capitals, maar hij werd vooral bekend als aanvoerder van de San Jose Sharks in de National Hockey League (NHL). Hiervoor speelde hij zeven seizoenen voor de Boston Bruins voordat hij vertrok naar San Jose in 2005, gevolgd door de Toronto Mapleleafs.  Thornton won met het Canadese ijshockey team tijdens de spelen van de Olympische Winterspelen 2010 in eigen land de olympische gouden medaille door in de finale aartsrivaal de Verenigde Staten te verslaan
- International Standard Name Identifier: 0000 0001 1552 5350
- Library of Congress Control Number: no2011020183
- SNAC: w69h031g
- Virtual International Authority File: 168755657
- WorldCat: E39PBJxGTDFHwtfHJhhX89Xjmd